# Pure Massacre
Pure Massacre är en låt av Silverchair, först släppt på singel den 16 januari 1995.Den återfinns på albumet Frogstomp. "Pure Massacre" nådde nummer 2 på topplistan i Australien.
Låten var inspirerad av bosnienkriget. Bandets sångare och gitarrist, Daniel Johns, sa att låten endast tog han en halvtimme att skriva.